# Kuurne-Bruxelles-Kuurne 2014
La 66e édition de Kuurne-Bruxelles-Kuurne est une course cycliste qui a eu lieu le 2 mars 2014. La course fait partie du calendrier UCI Europe Tour 2014 en catégorie 1.1.
La course a été remportée par le Belge Tom Boonen (Omega Pharma-Quick Step) qui s'impose lors d'un sprint en petit comité devant le Néerlandais Moreno Hofland (Belkin) et son compatriote Sep Vanmarcke lui aussi membre de la formation Belkin.

## Présentation

### Équipes
Classé en catégorie 1.1 de l'UCI Europe Tour, Kuurne-Bruxelles-Kuurne est par conséquent ouvert aux UCI ProTeams dans la limite de 50 % des équipes participantes, aux équipes continentales professionnelles, aux équipes continentales et aux équipes nationales.
L'organisateur a communiqué la liste des équipes invitées le 27 janvier 2014. Vingt-cinq équipes participent à ce Kuurne-Bruxelles-Kuurne - onze ProTeams, huit équipes continentales professionnelles et six équipes continentales :
| UCI ProTeams            | UCI ProTeams | UCI ProTeams |
| Nom de l'équipe         | Pays         | Code         |
| ----------------------- | ------------ | ------------ |
| AG2R La Mondiale        | France       | ALM          |
| Belkin                  | Pays-Bas     | BEL          |
| BMC Racing              | États-Unis   | BMC          |
| Europcar                | France       | EUC          |
| FDJ.fr                  | France       | FDJ          |
| Garmin-Sharp            | États-Unis   | GRS          |
| Giant-Shimano           | Pays-Bas     | GIA          |
| Katusha                 | Russie       | KAT          |
| Lotto-Belisol           | Belgique     | LTB          |
| Omega Pharma-Quick Step | Belgique     | OPQ          |
| Sky                     | Royaume-Uni  | SKY          |

| Équipes continentales professionnelles | Équipes continentales professionnelles | Équipes continentales professionnelles |
| Nom de l'équipe                        | Pays                                   | Code                                   |
| -------------------------------------- | -------------------------------------- | -------------------------------------- |
| Bretagne-Séché Environnement           | France                                 | BSE                                    |
| CCC Polsat Polkowice                   | Pologne                                | CCC                                    |
| Cofidis                                | France                                 | COF                                    |
| IAM                                    | Suisse                                 | IAM                                    |
| NetApp-Endura                          | Allemagne                              | TNE                                    |
| Topsport Vlaanderen-Baloise            | Belgique                               | TSV                                    |
| Wanty-Groupe Gobert                    | Belgique                               | WGG                                    |
| Yellow Fluo                            | Italie                                 | YEL                                    |

| Équipes continentales                     | Équipes continentales | Équipes continentales |
| Nom de l'équipe                           | Pays                  | Code                  |
| ----------------------------------------- | --------------------- | --------------------- |
| 3M                                        | Belgique              | MMM                   |
| An Post-ChainReaction                     | Irlande               | SKT                   |
| Roubaix Lille Métropole                   | France                | RLM                   |
| Vastgoedservice-Golden Palace Continental | Belgique              | VGS                   |
| Veranclassic-Doltcini                     | Belgique              | VER                   |
| Wallonie-Bruxelles                        | Belgique              | WBC                   |

## Classement final
|    | Coureur                  | Pays     | Équipe                      |    | Temps           |
| -- | ------------------------ | -------- | --------------------------- | -- | --------------- |
| 1  | Tom Boonen               | Belgique | Omega Pharma-Quick Step     | en | 4 h 28 min 50 s |
| 2  | Moreno Hofland           | Pays-Bas | Belkin                      | +  | 0 s             |
| 3  | Sep Vanmarcke            | Belgique | Belkin                      |    | 0 s             |
| 4  | Yves Lampaert            | Belgique | Topsport Vlaanderen-Baloise |    | 0 s             |
| 5  | Stijn Vandenbergh        | Belgique | Omega Pharma-Quick Step     |    | 0 s             |
| 6  | Maarten Wynants          | Belgique | Belkin                      |    | 0 s             |
| 7  | Guillaume Van Keirsbulck | Belgique | Omega Pharma-Quick Step     |    | 2 s             |
| 8  | Nikolas Maes             | Belgique | Omega Pharma-Quick Step     |    | 2 s             |
| 9  | Matteo Trentin           | Italie   | Omega Pharma-Quick Step     |    | 4 s             |
| 10 | Johan Vansummeren        | Belgique | Garmin-Sharp                |    | 4 s             |

## Liste des participants
- Liste de départ complète

| Légende | Légende                                                                    | Légende | Légende                                                    |
| ------- | -------------------------------------------------------------------------- | ------- | ---------------------------------------------------------- |
| Num     | Dossard de départ porté par le coureur sur ce Kuurne-Bruxelles-Kuurne      | Pos     | Position à l'arrivée de la course                          |
|         | Indique un maillot de champion national ou mondial, suivi de sa spécialité | NP      | Indique un coureur qui n'a pas pris le départ de la course |
| AB      | Indique un coureur qui n'a pas terminé la course                           | HD      | Indique un coureur qui a terminé la course hors des délais |

| Omega Pharma-Quick Step OPQ | Omega Pharma-Quick Step OPQ    | Omega Pharma-Quick Step OPQ |
| --------------------------- | ------------------------------ | --------------------------- |
| Num                         | Coureur                        | Pos                         |
| 1                           | Tom Boonen (BEL)               | 1er                         |
| 2                           | Guillaume Van Keirsbulck (BEL) | 7e                          |
| 3                           | Matteo Trentin (ITA)           | 9e                          |
| 4                           | Niki Terpstra (NED)            | AB                          |
| 5                           | Martin Velits (SVK)            | 30e                         |
| 6                           | Andrew Fenn (GBR)              | 93e                         |
| 7                           | Nikolas Maes (BEL)             | 8e                          |
| 8                           | Stijn Vandenbergh (BEL)        | 5e                          |

| Sky SKY | Sky SKY                    | Sky SKY |
| ------- | -------------------------- | ------- |
| Num     | Coureur                    | Pos     |
| 11      | Edvald Boasson Hagen (NOR) | 38e     |
| 12      | Christian Knees (GER)      | 53e     |
| 13      | Bernhard Eisel (AUT)       | 45e     |
| 14      | Ian Stannard (GBR)         | 44e     |
| 15      | Christopher Sutton (AUS)   | AB      |
| 16      | Gabriel Rasch (NOR)        | 118e    |
| 17      | Luke Rowe (GBR)            | 120e    |
| 18      | Salvatore Puccio (ITA)     | 119e    |

| Lotto-Belisol LTB | Lotto-Belisol LTB           | Lotto-Belisol LTB |
| ----------------- | --------------------------- | ----------------- |
| Num               | Coureur                     | Pos               |
| 21                | André Greipel (GER) (Route) | 14e               |
| 22                | Jürgen Roelandts (BEL)      | 58e               |
| 23                | Lars Ytting Bak (DEN)       | 54e               |
| 24                | Kris Boeckmans (BEL)        | 57e               |
| 25                | Jens Debusschere (BEL)      | 55e               |
| 26                | Marcel Sieberg (GER)        | 51e               |
| 27                | Vegard Breen (NOR)          | AB                |
| 28                | Pim Ligthart (NED)          | AB                |

| Katusha KAT | Katusha KAT                     | Katusha KAT |
| ----------- | ------------------------------- | ----------- |
| Num         | Coureur                         | Pos         |
| 31          | Luca Paolini (ITA)              | 46e         |
| 32          | Anton Vorobyev (RUS)            | AB          |
| 33          | Alexander Kristoff (NOR)        | 11e         |
| 34          | Rüdiger Selig (GER)             | AB          |
| 35          | Aliaksandr Kuschynski (BLR)     | AB          |
| 36          | Alexey Tsatevitch (RUS)         | AB          |
| 37          | Vladimir Isaychev (RUS) (Route) | 32e         |
| 38          | Viatcheslav Kouznetsov (RUS)    | 27e         |

| Belkin BEL | Belkin BEL               | Belkin BEL |
| ---------- | ------------------------ | ---------- |
| Num        | Coureur                  | Pos        |
| 41         | Sep Vanmarcke (BEL)      | 3e         |
| 42         | Maarten Tjallingii (NED) | 43e        |
| 43         | Bram Tankink (NED)       | 47e        |
| 44         | Robert Wagner (GER)      | 100e       |
| 45         | Barry Markus (NED)       | 99e        |
| 46         | Maarten Wynants (BEL)    | 6e         |
| 47         | Jetse Bol (NED)          | AB         |
| 48         | Moreno Hofland (NED)     | 2e         |

| Garmin-Sharp GRS | Garmin-Sharp GRS          | Garmin-Sharp GRS |
| ---------------- | ------------------------- | ---------------- |
| Num              | Coureur                   | Pos              |
| 51               | Tyler Farrar (USA)        | 81e              |
| 52               | Nick Nuyens (BEL)         | AB               |
| 53               | Johan Vansummeren (BEL)   | 10e              |
| 54               | David Millar (GBR)        | AB               |
| 55               | Jack Bauer (NZL)          | 80e              |
| 56               | Raymond Kreder (NED)      | AB               |
| 57               | Sebastian Langeveld (NED) | 29e              |
| 58               | Steele Von Hoff (AUS)     | 82e              |

| FDJ.fr FDJ | FDJ.fr FDJ                     | FDJ.fr FDJ |
| ---------- | ------------------------------ | ---------- |
| Num        | Coureur                        | Pos        |
| 61         | William Bonnet (FRA)           | AB         |
| 62         | David Boucher (FRA)            | 65e        |
| 63         | Mickaël Delage (FRA)           | 64e        |
| 64         | Arnaud Démare (FRA)            | 22e        |
| 65         | Sébastien Chavanel (FRA)       | 63e        |
| 66         | Pierre-Henri Lecuisinier (FRA) | AB         |
| 67         | Johan Le Bon (FRA)             | AB         |
| 68         | Yoann Offredo (FRA)            | 26e        |

| Europcar EUC | Europcar EUC           | Europcar EUC |
| ------------ | ---------------------- | ------------ |
| Num          | Coureur                | Pos          |
| 71           | Bryan Coquard (FRA)    | AB           |
| 72           | Angélo Tulik (FRA)     | 113e         |
| 73           | Jimmy Engoulvent (FRA) | AB           |
| 74           | Yohann Gène (FRA)      | AB           |
| 75           | Tony Hurel (FRA)       | 122e         |
| 76           | Jérôme Cousin (FRA)    | 126e         |
| 77           | Alexandre Pichot (FRA) | 112e         |
| 78           | Björn Thurau (GER)     | AB           |

| BMC Racing BMC | BMC Racing BMC          | BMC Racing BMC |
| -------------- | ----------------------- | -------------- |
| Num            | Coureur                 | Pos            |
| 81             | Marcus Burghardt (GER)  | 36e            |
| 82             | Rick Zabel (GER)        | 66e            |
| 83             | Greg Van Avermaet (BEL) | 24e            |
| 84             | Taylor Phinney (USA)    | AB             |
| 85             | Silvan Dillier (SUI)    | 37e            |
| 86             | Sebastian Lander (DEN)  | 94e            |
| 87             | Danilo Wyss (SUI)       | 40e            |
| 88             | Klaas Lodewyck (BEL)    | AB             |

| AG2R La Mondiale ALM | AG2R La Mondiale ALM     | AG2R La Mondiale ALM |
| -------------------- | ------------------------ | -------------------- |
| Num                  | Coureur                  | Pos                  |
| 91                   | Yauheni Hutarovich (BLR) | 18e                  |
| 92                   | Sébastien Turgot (FRA)   | 70e                  |
| 93                   | Gediminas Bagdonas (LTU) | 73e                  |
| 94                   | Maxime Daniel (FRA)      | AB                   |
| 95                   | Hugo Houle (CAN)         | AB                   |
| 96                   | Lloyd Mondory (FRA)      | 72e                  |
| 97                   | Sébastien Minard (FRA)   | 39e                  |
| 98                   | Damien Gaudin (FRA)      | AB                   |

| IAM | IAM                               | IAM  |
| --- | --------------------------------- | ---- |
| Num | Coureur                           | Pos  |
| 101 | Marcel Aregger (SUI)              | AB   |
| 102 | Heinrich Haussler (AUS)           | 12e  |
| 103 | Kevyn Ista (BEL)                  | AB   |
| 104 | Dominic Klemme (GER)              | 107e |
| 105 | Roger Kluge (GER)                 | 48e  |
| 106 | Pirmin Lang (SUI)                 | AB   |
| 107 | Matteo Pelucchi (ITA)             | 108e |
| 108 | Aleksejs Saramotins (LAT) (Route) | AB   |

| Giant-Shimano GIA | Giant-Shimano GIA                 | Giant-Shimano GIA |
| ----------------- | --------------------------------- | ----------------- |
| Num               | Coureur                           | Pos               |
| 111               | Jonas Ahlstrand (SWE)             | 101e              |
| 112               | Nikias Arndt (GER)                | AB                |
| 113               | Bert De Backer (BEL)              | 50e               |
| 114               | Roy Curvers (NED)                 | 52e               |
| 115               | Reinardt Janse van Rensburg (RSA) | 17e               |
| 116               | Koen de Kort (NED)                | 83e               |
| 117               | Luka Mezgec (SLO)                 | 96e               |
| 118               | Tom Veelers (NED)                 | 68e               |

| NetApp-Endura TNE | NetApp-Endura TNE         | NetApp-Endura TNE |
| ----------------- | ------------------------- | ----------------- |
| Num               | Coureur                   | Pos               |
| 121               | Zakkari Dempster (AUS)    | 105e              |
| 122               | Blaž Jarc (SLO)           | 97e               |
| 123               | Ralf Matzka (GER)         | AB                |
| 124               | Andreas Schillinger (GER) | AB                |
| 125               | Jonathan McEvoy (GBR)     | AB                |
| 126               | Michael Schwarzmann (GER) | 106e              |
| 127               | Scott Thwaites (GBR)      | 104e              |
| 128               | Paul Voss (GER)           | 15e               |

| Wanty-Groupe Gobert WGG | Wanty-Groupe Gobert WGG   | Wanty-Groupe Gobert WGG |
| ----------------------- | ------------------------- | ----------------------- |
| Num                     | Coureur                   | Pos                     |
| 131                     | Danilo Napolitano (ITA)   | AB                      |
| 132                     | Tim De Troyer (BEL)       | 86e                     |
| 133                     | Jempy Drucker (LUX)       | 42e                     |
| 134                     | Frederik Backaert (BEL)   | 34e                     |
| 135                     | James Vanlandschoot (BEL) | 20e                     |
| 136                     | Roy Jans (BEL)            | AB                      |
| 137                     | Mirko Selvaggi (ITA)      | AB                      |
| 138                     | Jan Ghyselinck (BEL)      | 128e                    |

| CCC Polsat Polkowice CCC | CCC Polsat Polkowice CCC | CCC Polsat Polkowice CCC |
| ------------------------ | ------------------------ | ------------------------ |
| Num                      | Coureur                  | Pos                      |
| 141                      | Piotr Gawroński (POL)    | AB                       |
| 142                      | Nikolay Mihaylov (BUL)   | AB                       |
| 143                      | Paweł Charucki (POL)     | AB                       |
| 144                      | Tomasz Kiendyś (POL)     | 85e                      |
| 145                      | Adrian Kurek (POL)       | 84e                      |
| 146                      | Jarosław Marycz (POL)    | AB                       |
| 147                      | Jacek Morajko (POL)      | 89e                      |
| 148                      | Maciej Paterski (POL)    | 90e                      |

| Androni Giocattoli-Venezuela AND | Androni Giocattoli-Venezuela AND | Androni Giocattoli-Venezuela AND |
| -------------------------------- | -------------------------------- | -------------------------------- |
| Num                              | Coureur                          | Pos                              |
| 151                              | Marco Bandiera (ITA)             | 41e                              |
| 152                              | Manuel Belletti (ITA)            | 117e                             |
| 153                              | Marco Frapporti (ITA)            | AB                               |
| 154                              | Antonio Parrinello (ITA)         | AB                               |
| 155                              | Nicola Testi (ITA)               | 69e                              |
| 156                              | Andrea Zordan (ITA)              | AB                               |
| 157                              |                                  |                                  |
| 158                              |                                  |                                  |

| Bretagne-Séché Environnement BSE | Bretagne-Séché Environnement BSE | Bretagne-Séché Environnement BSE |
| -------------------------------- | -------------------------------- | -------------------------------- |
| Num                              | Coureur                          | Pos                              |
| 161                              | Erwann Corbel (FRA)              | 127e                             |
| 162                              | Anthony Delaplace (FRA)          | 114e                             |
| 163                              | Jean-Marc Bideau (FRA)           | 115e                             |
| 164                              | Benoît Jarrier (FRA)             | 102e                             |
| 165                              | Clément Koretzky (FRA)           | 62e                              |
| 166                              | Christophe Laborie (FRA)         | 103e                             |
| 167                              | Pierre-Luc Périchon (FRA)        | 78e                              |
| 168                              | Benjamin Le Montagner (FRA)      | AB                               |

| Topsport Vlaanderen-Baloise TSV | Topsport Vlaanderen-Baloise TSV | Topsport Vlaanderen-Baloise TSV |
| ------------------------------- | ------------------------------- | ------------------------------- |
| Num                             | Coureur                         | Pos                             |
| 171                             | Michael Van Staeyen (BEL)       | 87e                             |
| 172                             | Yves Lampaert (BEL)             | 4e                              |
| 173                             | Kenneth Vanbilsen (BEL)         | 28e                             |
| 174                             | Jelle Wallays (BEL)             | AB                              |
| 175                             | Stijn Steels (BEL)              | AB                              |
| 176                             | Tom Van Asbroeck (BEL)          | 76e                             |
| 177                             | Edward Theuns (BEL)             | 61e                             |
| 178                             | Tim Declercq (BEL)              | 33e                             |

| Wallonie-Bruxelles WBC | Wallonie-Bruxelles WBC  | Wallonie-Bruxelles WBC |
| ---------------------- | ----------------------- | ---------------------- |
| Num                    | Coureur                 | Pos                    |
| 181                    | Tom Dernies (BEL)       | 25e                    |
| 182                    | Olivier Chevalier (BEL) | 16e                    |
| 183                    | Antoine Demoitié (BEL)  | 124e                   |
| 184                    | Boris Dron (BEL)        | 123e                   |
| 185                    | Florent Mottet (BEL)    | 35e                    |
| 186                    | Loïc Pestiaux (BEL)     | 125e                   |
| 187                    | Julien Stassen (BEL)    | 98e                    |
| 188                    | Robin Stenuit (BEL)     | 121e                   |

| Cofidis COF | Cofidis COF            | Cofidis COF |
| ----------- | ---------------------- | ----------- |
| Num         | Coureur                | Pos         |
| 191         | Cyril Lemoine (FRA)    | AB          |
| 192         |                        |             |
| 193         | Egoitz García (ESP)    | 116e        |
| 194         | Gert Jõeäär (EST)      | 23e         |
| 195         | Florian Sénéchal (FRA) | 74e         |
| 196         | Romain Zingle (BEL)    | AB          |
| 197         | Adrien Petit (FRA)     | AB          |
| 198         | Julien Fouchard (FRA)  | AB          |

| Roubaix Lille Métropole RLM | Roubaix Lille Métropole RLM | Roubaix Lille Métropole RLM |
| --------------------------- | --------------------------- | --------------------------- |
| Num                         | Coureur                     | Pos                         |
| 201                         | Rudy Barbier (FRA)          | 60e                         |
| 202                         | Timothy Dupont (BEL)        | AB                          |
| 203                         | Julien Duval (FRA)          | AB                          |
| 204                         | Jimmy Turgis (FRA)          | 31e                         |
| 205                         | Rudy Kowalski (FRA)         | AB                          |
| 206                         | Romain Pillon (FRA)         | 59e                         |
| 207                         | Maxime Vantomme (BEL)       | 19e                         |
| 208                         | Baptiste Planckaert (BEL)   | 13e                         |

| Vastgoedservice-Golden Palace Continental VGS | Vastgoedservice-Golden Palace Continental VGS | Vastgoedservice-Golden Palace Continental VGS |
| --------------------------------------------- | --------------------------------------------- | --------------------------------------------- |
| Num                                           | Coureur                                       | Pos                                           |
| 211                                           | Sander Cordeel (BEL)                          | 49e                                           |
| 212                                           | Kurt Geysen (BEL)                             | AB                                            |
| 213                                           | Kevin Hulsmans (BEL)                          | 21e                                           |
| 214                                           | Sam Lennertz (BEL)                            | 95e                                           |
| 215                                           | Kevin Peeters (BEL)                           | 88e                                           |
| 216                                           | Rob Ruijgh (NED)                              | 56e                                           |
| 217                                           | Nick Wynants (BEL)                            | AB                                            |
| 218                                           | Alphonse Vermote (BEL)                        | 75e                                           |

| Veranclassic-Doltcini VER | Veranclassic-Doltcini VER | Veranclassic-Doltcini VER |
| ------------------------- | ------------------------- | ------------------------- |
| Num                       | Coureur                   | Pos                       |
| 221                       | Giorgio Brambilla (ITA)   | AB                        |
| 222                       | Gorik Gardeyn (BEL)       | AB                        |
| 223                       | Darijus Džervus (LTU)     | AB                        |
| 224                       | Tom Goovaerts (BEL)       | AB                        |
| 225                       | Sébastien Rosseler (BEL)  | AB                        |
| 226                       | Rick Ottema (NED)         | AB                        |
| 227                       | Joeri Stallaert (BEL)     | 79e                       |
| 228                       | Kévin Verwaest (BEL)      | AB                        |

| An Post-ChainReaction SKT | An Post-ChainReaction SKT | An Post-ChainReaction SKT |
| ------------------------- | ------------------------- | ------------------------- |
| Num                       | Coureur                   | Pos                       |
| 231                       | Mark McNally (GBR)        | 91e                       |
| 232                       | Marcus Christie (IRL)     | AB                        |
| 233                       | Kevin Claeys (BEL)        | AB                        |
| 234                       | Wout Franssen (BEL)       | AB                        |
| 235                       | Robert-Jon McCarthy (AUS) | AB                        |
| 236                       | Laurent Vanden Bak (BEL)  | 77e                       |
| 237                       | Jack Wilson (IRL)         | AB                        |
| 238                       | Sean Downey (IRL)         | 71e                       |

| 3M MMM | 3M MMM                    | 3M MMM |
| ------ | ------------------------- | ------ |
| Num    | Coureur                   | Pos    |
| 241    | Gerry Druyts (BEL)        | 109e   |
| 242    | Kevin Van Hoovels (BEL)   | 67e    |
| 243    | Michael Vingerling (NED)  | 110e   |
| 244    | Timothy Stevens (BEL)     | AB     |
| 245    | Egidijus Juodvalkis (LTU) | 111e   |
| 246    | Tim Vanspeybroeck (BEL)   | 92e    |
| 247    | Joren Segers (BEL)        | AB     |
| 248    | Gregory Franckaert (BEL)  | AB     |